# Maside
Maside – gmina w Hiszpanii, w prowincji Ourense, w Galicji, o powierzchni 40,04 km². W 2011 roku gmina liczyła 2969 mieszkańców.